# UC-76号潜艇
陛下之UC-76号艇是德意志帝国海军于第一次世界大战期间建造的其中一艘UC-II型近岸布雷潜艇或称U艇。它由汉堡的伏尔铿船厂承建，于1916年11月25日新船下水，至同年12月17日交付使用。其全长50.5米，水面及水下排水量分别为410吨和493吨，艇载武器则包括三具鱼雷发射管、六具水雷滑射槽以及一门88毫米口径甲板炮。UC-76号入役后曾被部署至驻北海的第一区舰队，并参与了大西洋潜艇战。通过其两次巡逻，共直接或间接击沉15艘协约国和中立国舰船，累计总吨位为6,731吨。1917年5月10日，该艇在黑尔戈兰岛意外沉没，被打捞上岸后改作训练用途直至战争结束。根据对德停战协定的要求，UC-76号于1918年12月1日被引渡至英国哈维奇正式投降，至1919－1920年间在布莱顿渡口拆解报废。

## 设计
1915年秋天，由于中立国美国的干预，U艇战几乎陷入停顿，导致德国广泛开展《国际法》所允许的水雷战，从而使布雷潜艇的需求量相应增加。德意志帝国海军潜艇监察局（Inspektion des U-Bootwesens）的开发部门留意到了这一点，遂以UB-II型为基础，按照兼顾布雷效率和生产速度的要求，以41号工程的名义设计了UC-II型潜艇。为了弥补前型UC-I型的缺陷，UC-II型艇不仅更大，而且采用双轴推进系统。然而，与前型最主要的区别在于，UC-II型艇重新运用了双壳体结构。但它并非纯粹的双体潜艇，而是一种中间过渡型；因为外层没有封闭耐压壳体，而是作为鞍形水柜附在上方。
UC-76号是64艘UC-II型方案的其中一艘。这个亚型的艇体结构与UB-II型类似，但体积更大，全长为50.5米，并有3.65米的吃水深度；由于不再考虑铁路运输的装载限界，舷宽也得以增至5.22米。其水上和水下排水量分别为410吨和493吨。艇只采用两台科尔庭六缸四冲程600匹公制馬力（440千瓦特）柴油机用于水面运行，以及两台620匹公制馬力（460千瓦特）的西门子-舒克特电动发电机用于水下航行；水面最高航速11.8節（21.9每小時），水下7.3節（13.5每小時）；能够在水面以7節（13每小時）航速续航10,230海里（18,950），或以4節（7.4每小時）连续在水下航行52海里（96）而无需充电。其潜没需时约为30秒，能够在50米的深度下运作。
作为布雷潜艇，UC-76号改将六具布雷滑射槽安装在艇体前部，每具储存井内的水雷数量增至3枚，即合共18枚UC200型水雷。布雷时只需将存储井底部的盖板打开，水雷便可凭借自身重量滑入水中。随着滑射槽长度增加，艇体艏楼的上层建筑被抬高，上层建筑与司令塔之间的凹陷处布置了一门88毫米30倍径速射炮作为甲板炮。但由于位置相对较低，火炮甲板在恶劣海况下很容易被涌浪淹没。此外，UC-76号还装备有三具500毫米鱼雷发射管，这极大提升了潜艇的攻击能力。其中艇艏两具外置在两侧、艇艉一具则为内置式，并可搭载合共7枚G6型鱼雷。其标准船员编制为3名军官及23名水兵。

## 历史
1916年1月12日，在海军元帅阿尔弗雷德·冯·提尔皮茨的倡议下，国家海军办公室分别向五家德国造船厂发包第三批次的UC-II型潜艇。UC-76号因此成为汉堡伏尔铿船厂承建的该批次三号艇，建造序列号为81。它于1916年11月25日新船下水，至同年12月17日在首度担任艇长的海军中尉威廉·巴滕的指挥下交付使用，随即展开海试。在佩希之后，威廉·齐格纳中尉（1918年7月11日－10月）和卡尔·帕尔姆格伦中尉（1918年10月－11月11日）也曾担任该艇指挥官。完成海试后，该艇于1917年2月13日被编入驻布伦斯比特尔科格的第一潜艇区舰队服役。
在仅三个月的第一区舰队役期中，UC-76号参与了大西洋潜艇战，足迹曾抵马里湾和设得兰群岛等地。通过两次布雷及破交战巡逻，该艇合共击沉协约国或中立国的13艘商船、1艘军舰和1艘辅助军舰，累计总吨位为6,731吨。其中，体积最大的受害者是容积总吨为2,029吨的挪威货轮卑尔根斯古特号（Bergensgut），它于1917年4月18日从哥德堡驶往鲁昂的途中，在距彼得黑德东北偏北约60海里（110）处遭UC-76号击沉，导致10人罹难。而注册吨位达10,422吨的英国远洋客轮威妮弗雷迪安号虽然显著更大，但它于一天前在诺斯角东北约7海里（13）处触雷后仅仅受损，并未沉没。尽管如此，威妮弗雷迪安号仍然成为一战期间遭U艇袭击的最大型舰船之一。此外，隶属英国皇家海军、排水量为725吨的E49号潜艇也于同年3月12日在休尼岛附近撞上UC-76号布设的水雷而沉没，造成艇内31名官兵全数阵亡。
1917年5月10日，UC-76号在黑尔戈兰基地执行水雷装载作业时沉没，原因是一颗水雷从竖井意外坠落，并在艇体下方发生爆炸。共有包括艇长巴滕中尉在内的16名官兵在事故中遇难，其余10人获救。潜艇于同一天由救助拖船上易北号（Oberelbe）打捞上岸，随后被拖回汉堡伏尔铿船厂进行修复。1918年7月11日，经过重建的UC-76号再次投运，被编入训练区舰队服役，在战争的余下时间里未再参与实战。战后，该艇于1918年11月13日被扣押在瑞典的卡尔斯克鲁纳。根据对德停战协定的要求，UC-76号于同年12月1日被引渡至英国哈维奇正式向协约国投降。它于1919年3月3日运抵布莱顿渡口拆解报废，发动机则由英国海军部作价4,000英镑售予T·W·沃德公司。

## 袭击历史摘要
| 日期          | 船名           | 船籍         | 吨位   | 结局 |
| ------------- | -------------- | ------------ | ------ | ---- |
| 1917年3月7日  | 纳阿玛号       | 英国         | 269    | 击沉 |
| 1917年3月7日  | 伏尔卡纳号     | 英国         | 219    | 击沉 |
| 1917年3月9日  | 达娜号         | 挪威         | 753    | 击沉 |
| 1917年3月12日 | E49号          | 英國皇家海軍 | 725    | 击沉 |
| 1917年4月12日 | 卡利班号       | 英国         | 215    | 击沉 |
| 1917年4月12日 | 镇江号         | 英国         | 125    | 击沉 |
| 1917年4月12日 | 储君号         | 英国         | 103    | 击沉 |
| 1917年4月12日 | 侍从官号       | 英国         | 168    | 击沉 |
| 1917年4月12日 | 法夫岬号       | 英国         | 123    | 击沉 |
| 1917年4月12日 | 拉各湾号       | 英国         | 125    | 击沉 |
| 1917年4月12日 | 莉莲号         | 英国         | 120    | 击沉 |
| 1917年4月12日 | 鹗号           | 英国         | 106    | 击沉 |
| 1917年4月13日 | 皮茨图安号     | 英國皇家海軍 | 206    | 击沉 |
| 1917年4月17日 | 罗伯特号       | 丹麦         | 1,445  | 击沉 |
| 1917年4月17日 | 威妮弗雷迪安号 | 英国         | 10,422 | 击伤 |
| 1917年4月18日 | 卑尔根斯古特号 | 挪威         | 2,029  | 击沉 |

## 脚注
1. 1 2 3  Helgason, Guðmundur. . German and Austrian U-boats of World War I - Kaiserliche Marine - Uboat.net.   [2009-02-23].
2. ↑  Tarrant，第173頁.
3. 1 2 3  Gröner 1991，第31-32頁.
4. 1 2 3  Helgason, Guðmundur. . German and Austrian U-boats of World War I - Kaiserliche Marine - Uboat.net.   [2015-03-04].
5. ↑  Helgason, Guðmundur. . German and Austrian U-boats of World War I - Kaiserliche Marine - Uboat.net.   [2015-03-04].
6. ↑  Helgason, Guðmundur. . German and Austrian U-boats of World War I - Kaiserliche Marine - Uboat.net.   [2015-03-04].
7. ↑  陈进，第48頁.
8. ↑  . Navypedia.   [2022-09-16]. （原始内容存档于2023-01-20）.
9. ↑  陈进，第46頁.
10. ↑  Michelsen，第48頁.
11. ↑  陈进，第165頁.
12. ↑  NARS，第129頁.
13. 1 2  Helgason, Guðmundur. . German and Austrian U-boats of World War I - Kaiserliche Marine - Uboat.net.   [2015-03-04].
14. ↑  Helgason, Guðmundur. . German and Austrian U-boats of World War I - Kaiserliche Marine - Uboat.net.   [2023-03-17].
15. ↑  Helgason, Guðmundur. . German and Austrian U-boats of World War I - Kaiserliche Marine - Uboat.net.   [2023-03-17].
16. ↑  Helgason, Guðmundur. . German and Austrian U-boats of World War I - Kaiserliche Marine - Uboat.net.   [2009-04-14].
17. ↑  Helgason, Guðmundur. . German and Austrian U-boats of World War I - Kaiserliche Marine - Uboat.net.   [2023-03-17].
18. ↑  Hutchinson，第54頁.
19. 1 2  Perepeczko，第348頁.
20. ↑  Gröner 1985，第61頁.
21. ↑  Dodson & Cant，第131頁.